# Grebbestads folkhögskola
Grebbestads folkhögskola är en svensk folkhögskola i Grebbestad i Bohuslän. Skolan grundades 1875.
Grebbestads folkhögskolas huvudman är Västra Götalandsregionen.